# Vườn hoa hồng Różanka

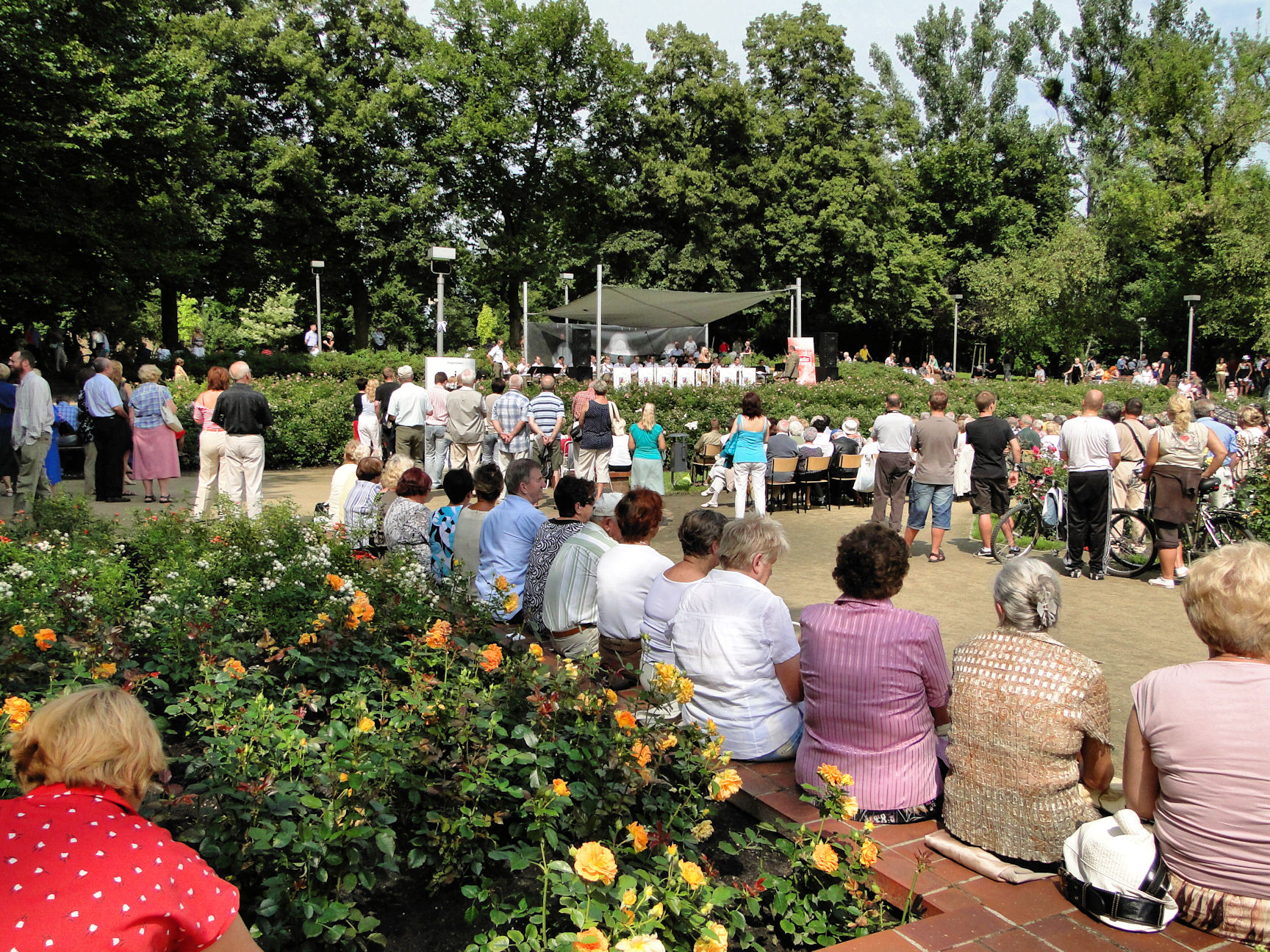
Một buổi hòa nhạc ở Różanka

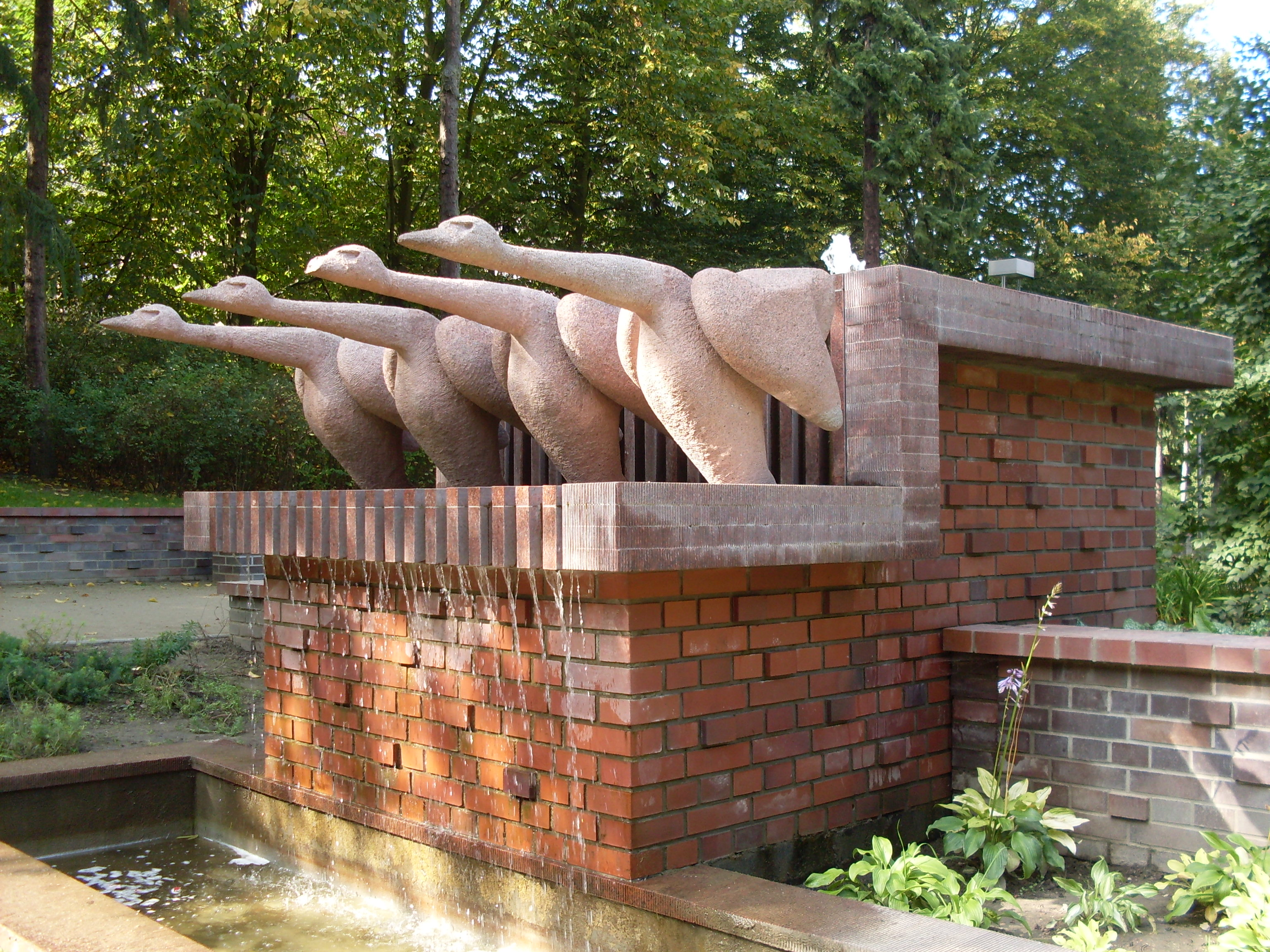
Điêu khắc ngỗng bay của Kurt Schwerdtfeger (1897-1966)

Vườn hoa hồng ở Szczecin, Różanka (được biết đến năm 1945 trong tiếng Đức là Staudengarten, Rosengarten), là một khu vườn rộng hai ha được thành lập ở khu vực Łękno (German Westend) vào năm 1928 để kỷ niệm Triển lãm Làm vườn Thế giới. Năm 1935, Giếng Chim được xây dựng và nó bao gồm các tác phẩm điêu khắc về ngỗng bay của Kurt Schwerdtfeger. Khu vườn tồn tại trong Thế chiến II và cho đến những năm 1970, nó trở thành một nơi giải trí công cộng ở Szczecin. Do thiếu kinh phí cho việc bảo trì, khu vườn dần bắt đầu xuống cấp và năm 1983 thuộc dưới sự chăm sóc của Giáo hội Công giáo La Mã. Từ năm 2005 nó đã được Hội đồng thành phố duy trì.
Vào năm 2006-2007, khu vườn được xây dựng lại theo phong cách của khu vườn vào những năm 1930. Điều này đã được thực hiện và tài trợ bởi Hội đồng thành phố. Công việc được hoàn thành vào ngày 20 tháng 4 năm 2007, sau đó hơn chín nghìn bông hoa hồng của 99 giống được trồng. Ngoài những bông hoa còn có những cây và cây bụi kỳ lạ được trồng vào thời điểm thành lập khu vườn. Chúng bao gồm các cây như hạt dẻ, nút chai Amur, táo, anh đào, cây sừng Mỹ, cây phong và cây vân sam (chỉ được tìm thấy ở vùng núi của Bosnia và Herzegovina).